# Lønborg Kirke
Lønborg Kirke er en landsbykirke opført i romansk stil syd for Skjern i Vestjylland. Kirken ligger på et højdepunkt, hvorfra der er udsigt over Skjern-ådal. Senere har kirken fået tilføjet tårn og våbenhus af middelalderlige, hvidkalkede munkesten. Kirkens hvælv er udsmykket med kalkmalerier.
Lønborg kirke ligger ved siden af en plads, hvor der i sin tid lå en kongsgård, der blev brændt af under Grevens Fejde og igen under Svenskekrigen. Man valgte derfor at flytte denne gård. De lokale indbyggere i Lønborg Sogn og omegn holder hvert år ved siden af kirken sankthansbål med musik og båltale.
Lønborg Kirke er et yndet mål for gæster, der er på tur for at opleve Skjern Å Naturprojekt (Skjern Enge). Fra kirkens nordvestlige dige kan man se solnedgang over Skjern Å og Lønborg Enge.

## Eksterne kilder og henvisninger
- Wikimedia Commons har flere filer relateret til Lønborg Kirke
- cofman.com – Lønborg Kirke Arkiveret 28. september 2007 hos  Wayback Machine
- Jylland på tværs – Lønborg Kirke og borgbanke Arkiveret 13. juni 2007 hos  Wayback Machine
- Lønborg Kirke Arkiveret 31. januar 2011 hos  Wayback Machine hos nordenskirker.dk
- Lønborg Kirke hos denstoredanske.dk
- Lønborg Kirke hos KortTilKirken.dk
- Kirkens beskrivelse hos Runeberg: Kongeriket Danmark – Trap3-5, s. 639